# Гетто в Лужках (Шарковщинский район)
Гетто в Лу́жках (осень 1941 — 1 июня 1942) — еврейское гетто, место принудительного переселения евреев деревни Лужки Шарковщинского района Витебской области и близлежащих населённых пунктов в процессе преследования и уничтожения евреев во время оккупации территории Белоруссии войсками нацистской Германии в период Второй мировой войны.

## Оккупация Лужков и создание гетто
10 июля 1941 года деревня Лужки была захвачена немецкими войсками.
Евреев сразу же после оккупации обязали нашить на верхнюю одежду желтые звезды, стали использовать на принудительных работах, запретили выходить за границы деревни и общаться с местным населением. Реализуя нацистскую программу уничтожения евреев, немцы создавали гетто почти во всех городах и населённых пунктах Беларуси, где проживало еврейское население. Так и в Лужках осенью 1941 года оккупанты организовали гетто, куда загнали около 500 человек.
Для исполнения своих приказов в отношении евреев и организации рабского труда немцы приказали организовать в гетто юденрат. Руководителем юденрата был назначен Аба Казлинер.

## Условия в гетто
Под гетто немцы выделили шесть домов в центре местечка. Внутри домов и во дворах узники находились в невыносимой тесноте.
Гетто не было огорожено, но охранялось полицаями.
Полицаи водили евреев на принудительные работы — расчистку дорог, уборку снега, заготовку дров, мытьё полов, различные земляные работы.

## Уничтожение гетто

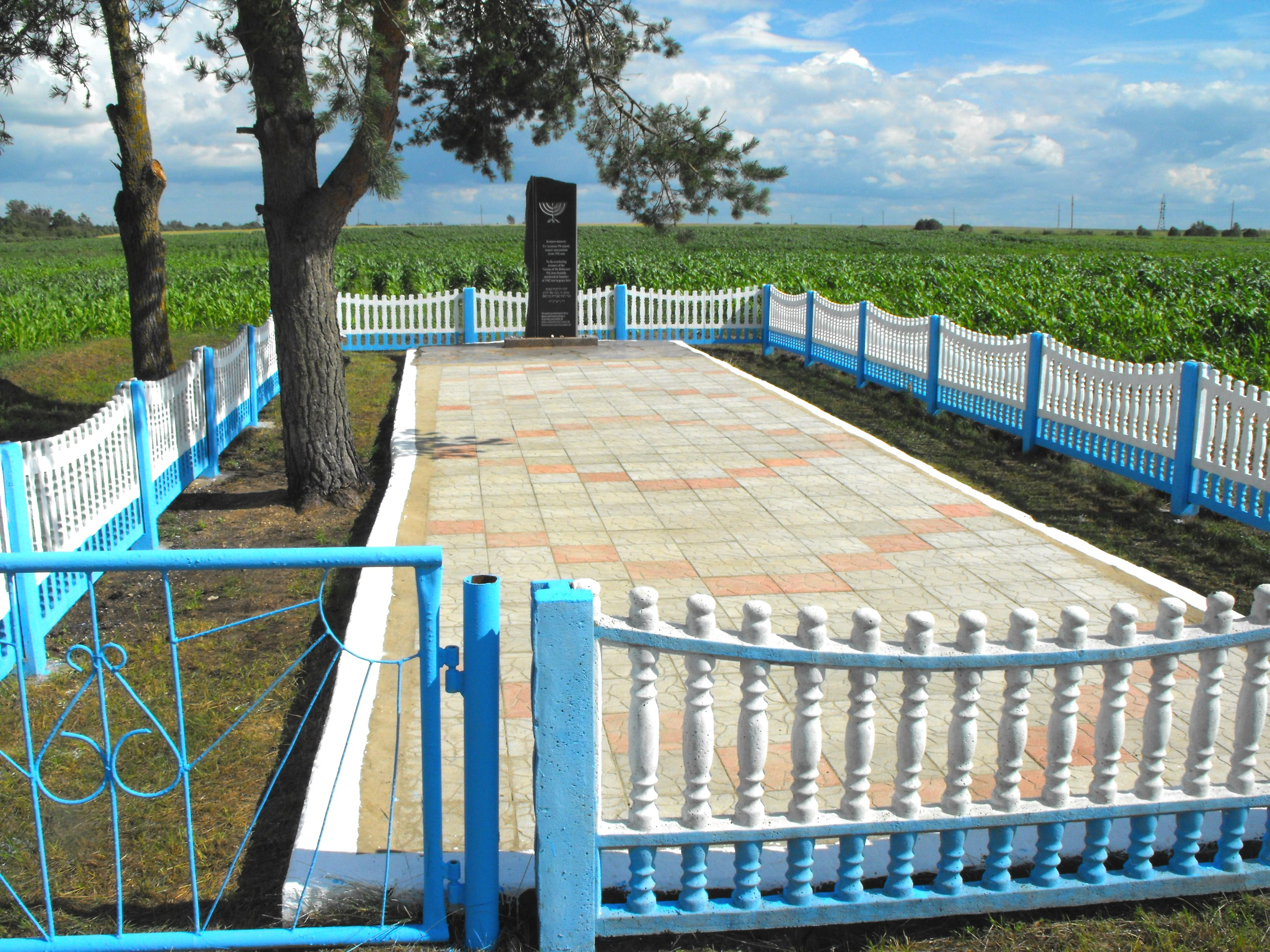
Новый памятник на месте расстрела узников гетто в Лужках. Установлен в 2008 году

1 июня (июля) 1942 года в результате заранее спланированной «акции» (таким эвфемизмом гитлеровцы называли организованные ими массовые убийства) гетто было уничтожено.
Обреченных людей согнали на площадь и усадили на землю. Сюда же пригнали евреев из близлежащих деревень, в том числе из Германовичей и Миор. Собрав всех евреев, около двадцати полицаев погнали евреев по Мельничной улице по мосту через реку Мнюта к месту убийства.
В этот день 528 евреев расстреляли в двух километрах севернее Лужков по дороге на деревню Веретею напротив совхоза «Городец» (на кладбище), о чём гебитскомиссар Глубокского округа официально сообщил генеральному комиссару в Белоруссии.
Из протокола ЧГК (март 1945 года):

«Летом 1942 года, примерно в июне, в м. Лужки немецкими оккупантами было собрано около 500 человек евреев, среди которых были женщины, старики, дети… Всех евреев немецкие каратели привели в лес. Когда их привели к месту расстрела, немецкие каратели начали группами подводить к вырытым ямам, евреев заставляли раздеться до гола и очередями из автоматов расстреливали их. Немецкие изверги издевались перед расстрелом евреев, били их прикладами, ещё не умерших сталкивали в ямы и засыпали землей».— 

## Случаи спасения
Часть узников бежали в лес к партизанам — например, семьи Рицман, Кенигсберг и Шенкман. Михаил Абрамович Козлинер сбежал из гетто и воевал в партизанском отряде № 3 бригады «Октябрь». Фаня Исааковна Вейф — в партизанском отряде имени Суворова.

## Память
В память о жертвах геноцида евреев в Лужках во время Катастрофы на их братской могиле в 1960-е годы был поставлен скромный памятник в виде бетонной плиты без упоминания о национальности убитых. В 2008 году на его месте был установлен новый памятник.